# Liste der politischen Parteien in Portugal
Die Liste der politischen Parteien in Portugal enthält die bedeutendsten politischen Parteien Portugals der Geschichte und der Gegenwart. Die politische Landschaft Portugals war mehrmals durch eine starke Zersplitterung des Parteiensystems charakterisiert. Daher werden hier nur die wichtigsten Parteien genannt.

## Vorkonstitutionelle Zeit
In der vorkonstitutionellen Zeit (vor Ende des Miguelistenkrieges 1832 bis 1834) gab es noch keine wirklichen Parteien in Portugal, aber politische Strömungen, nämlich:
- die Absolutisten („absolutistas“). Sie traten für eine absolutistische Monarchie ein und waren deshalb gegen jede Verfassung
- die Liberalen, auch Konstitutionalisten („constitutionalistas“) genannt, die für eine konstitutionelle Monarchie eintraten. Ihr wichtigster Vorkämpfer war Manuel Fernandes Tomás.

## Konstitutionelle Monarchie seit Ende des Miguelistenkrieges
In der ersten Phase nach Ende des Miguelistenkrieges kann man immer noch nicht von politischen Parteien sprechen, es lassen sich jedoch drei politische Strömungen unterscheiden:
- die Miguelisten („miguelistas“), d. h. die Anhänger des exilierten Königs Michael (auf Portugiesisch Dom Miguel). Da Michael der letzte König war, der absolutistisch regierte, rekrutierten sie sich vornehmlich aus den Anhängern der vormaligen Absolutisten.

- die Cartisten („cartistas“), d. h. die Anhänger der Verfassungscharta von 1826. Sie stellten den konservativen Teil der Konstitutionalisten dar.
- die Setembristen („setembristas“), d. h. die Anhänger der liberalen Verfassung des Jahres 1821 (siehe auch Liberale Revolution in Portugal), der linksliberale Teil der Konstitutionalisten.

Aus diesen Strömungen entwickelten sich die Parteien, die Portugal bis zum Ende der Monarchie prägen sollten:
- die Regenerationspartei (Partido Regenerador), die älteste portugiesische Partei (gegründet 1851), eine konservative Partei, die das Erbe der Cartisten übernahm. Bedeutendste Politiker waren: der Herzog von Saldanha, der Herzog von Terceira,  Joaquim António de Aguiar, António Maria de Fontes Pereira de Melo, António de Serpa Pimentel und Ernesto Rodolfo Hintze Ribeiro.

- die Historische Partei (Partido Histórico), gegründet 1854, linksliberal, die politischen Erben der Setembristen. Bedeutendster Politiker dieser Partei war der Herzog von Loulé.

- von dieser spaltete sich 1867 die Reformistische Partei (Partido Reformista) ab, wichtigster Politiker dieser Partei war der Markgraf von Sá da Bandeira.

- Reformistische Partei und Historische Partei vereinigten sich 1876 zur Progressiven Partei (Partido Progressista). Ihre wichtigsten Führer waren Anselmo José Braamcamp und José Luciano de Castro.

- die Liberale Regenerationspartei, die sich 1901 von der Regenerationspartei abspaltet. Ihr wichtigster politischer Führer war João Franco.

- die 1875 gegründete Portugiesische Sozialistische Partei (PSP) gilt als die älteste sozialistische Parteigründung, konnte jedoch nur einen begrenzten politischen Einfluss erlangen und löste sich 1926 mit dem Ende der Ersten Republik auf;

- die Republikanische Partei, die 1876 gegründet, während der Zeit der Monarchie nie eine Regierung stellte, oftmals Verfolgungen ausgesetzt war, und aufgrund eines für sie unvorteilhaften Wahlsystem nie eine größere Anzahl von Parlamentsmandaten erringen konnte. Trotzdem wurden die Republikaner schnell außerparlamentarisch zu einer bedeutenden politischen Kraft.

## Erste Republik
- die Portugiesische Republikanische Partei (PRP - Partido Republicano Português), eine Nachfolgeorganisation der Republikanischen Partei der Monarchie. Sie spaltete sich 1912 in PD, PRE und Unionisten.
- die Demokratische Partei (PD - Partido Democrático), die wichtigste Nachfolgepartei der PRP und zugleich bedeutendste Partei während der ersten Republik. Wichtige Politiker: Afonso Costa und António Maria da Silva
- die Evolutionistisch-Republikanische Partei (PRE - Partido Republicano Evolucionista), wichtigster Politiker: António José de Almeida.
- die Unionistische Partei (Partido Unionista), wichtigster Politiker: Brito Camacho.
- Evolutionisten und Unionisten vereinigten sich 1919 zur Liberal-Republikanischen Partei (PLR - Partido Liberal Republicano), wichtigster Politiker: António Joaquim Granjo.
- von der PLR spalteten sich die
  - Republikanische Partei des nationalen Wiederaufbaus (PRRN - Partido Republicano da Reconstituição Nacional), wichtigster Politiker: Álvaro de Castro und die
  - Liberal-Republikanische Union (ULR - União Liberal Republicana) ab.
- die Nationalrepublikanische Partei (PNR - Partido Nacional Republicano) des Sidónio Pais.
- PLR, PRRN und die Reste der PNR vereinigten sich schließlich zur Republikanisch-Nationalistischen Partei (PRN - Partido Republicano Nacionalista), wichtigster Politiker Álvaro de Castro.
- die Kommunistische Partei Portugals (Partido Comunista Português, PCP) siehe unten.

## Militärdiktatur undEstado Novo
Während der Jahre der Salazar-Diktatur, dem Estado Novo, gab es nur eine Einheitspartei, nämlich die
- Nationale Union (UN - União Nacional) Sie wurde nach 1968 zur
- Nationalen Volksaktion (ANP - Acção Nacional Popular) umbenannt.

## Dritte Republik

### Parteiengründungen nach 1974
Nach der Nelkenrevolution wurden die wichtigsten politischen Parteien des Landes neugegründet. Das sind:
- der maoistische, heute weitgehend marginalisierte Partido Comunista dos Trabalhadores Portugueses – Movimento Reorganizativo do Partido do Proletariado (PCTP–MRPP, Kommunistische Partei der portugiesischen Werktätigen – Bewegung zur Reorganisation der Partei des Proletariats) mit Arnaldo Matos und Garcia Pereira als wichtigsten Vertretern;
- der Bloco de Esquerda (BE, Linksblock), ein Zusammenschluss von vier Organisationen der radikalen Linken und Parteilosen;
- der Partido Comunista Português (PCP, Kommunistische Partei Portugals), der eine Teil der Coligação Democrática Unitária (CDU, Demokratische Einheitskoalition) mit Bento António Gonçalves und Álvaro Cunhal als wichtigsten Vertretern;
- der Partido Ecologista „Os Verdes“ (PEV, Ökologische Partei „Die Grünen“), der andere Teil des links-grünen Parteienbündnisses CDU;
- der Partido Socialista (PS, Sozialistische Partei) mit Mário Soares, António Guterres und Jorge Sampaio als wichtigsten Vertretern;
- der gemäßigt konservative Partido Popular Democrático (PPD, Demokratische Volkspartei), der sich 1976 in Partido Social Democrata (PSD, Sozialdemokratische Partei) umbenannte, mit Francisco Sá Carneiro, Magalhães Mota, Francisco Pinto Balsemão, Aníbal Cavaco Silva, José Manuel Barroso und Manuela Ferreira Leite als den wichtigsten Vertretern;
- das rechtskonservative Centro Democrático e Social (CDS, Demokratisches und soziales Zentrum), das 1991 zum Centro Democrático e Social – Partido Popular (CDS–PP, Demokratisches und soziales Zentrum – Portugiesische Volkspartei) wurde, mit Adelino Amaro da Costa, Diogo Freitas do Amaral und Basílio Horta als wichtigsten Vertretern;
- der Partido Popular Monárquico (PPM, Monarchische Volkspartei);
- die Aliança Democrática (AD, Demokratische Allianz), ein 1979 gegründetes Wahlbündnis der konservativen Parteien PSD, CDS und PPM, das 1983 wieder zerfiel;
- der ursprünglich gemäßigt linke Partido Renovador Democrático (PRD, Demokratische Erneuerungspartei), deren wichtigster Führer General António Ramalho Eanes war und an dessen Stelle im Jahr 2000 der nunmehr rechtsradikale Partido Nacional Renovador (PNR, Nationale Erneuerungspartei) trat.

### Heute bestehende Parteien in Portugal
Für einen Überblick über die aktuell aktiven Parteien Portugals kann die folgende Liste der zur Parlamentswahl in Portugal 2015 angetretenen Parteien gelten, absteigend nach Stimmenanteil:
- Portugal à Frente; Wahlbündnis der Regierungskoalition aus
  - Partido Social Democrata (PSD) und
  - Centro Democrático e Social – Partido Popular (CDS-PP)
- Partido Socialista (PS)
- Bloco de Esquerda (BE)
- Coligação Democrática Unitária (CDU), gemeinsame Wahlliste von
  - Partido Comunista Português (PCP) und
  - Partido Ecologista Os Verdes (PEV)
  - Associação de Intervenção Democrática (ID)
- Pessoas – Animais – Natureza (PAN)
- Alternativa Democrática Nacional (ADN)
- Partido Comunista dos Trabalhadores Portugueses – Movimento Reorganizativo do Partido do Proletariado (PCTP/MRPP)
- Livre/Tempo de Avançar (L/TDA)
- Partido Nacional Renovador (PNR)
- Partido da Terra (MPT)
- AGIR, Wahlbündnis von
  - Partido Trabalhista Português (PTP) und
  - Movimento Alternativa Socialista (MAS)
- Nós, Cidadãos! (NC)
- Partido Popular Monárquico (PPM)
- Juntos pelo Povo (JPP)
- Partido Unido dos Reformados e Pensionistas (PURP)
- Aliança Açores, Wahlbündnis von CDS-PP und PPM nur für den Wahlbezirk Azoren
- Iniciativa Liberal (IL)
- Volt Portugal (VP)
- Chega, eine rechtspopulistische Partei innerhalb der ID-Fraktion des EU-Parlaments